# Macrolister
Macrolister är ett släkte av skalbaggar som beskrevs av Lewis 1904. Macrolister ingår i familjen stumpbaggar.
Släktet innehåller bara arten Macrolister major.